# Scott Ritter
William Scott Ritter, Jr, född 15 juli 1961, är en tidigare officer i USA:s marinkår som var vapeninspektör anställd av FN i Irak. Han uttalade sig emot president George W. Bushs politik mot Irak och Iran.